# Tang Miao (16 ottobre 1990)
Tang Miao (唐淼S, Táng MiǎoP; Dalian, 16 ottobre 1990) è un calciatore cinese, difensore del Chengdu Rongcheng.

## Statistiche

### Cronologia presenze e reti in nazionale
| Cronologia completa delle presenze e delle reti in nazionale ― Cina | Cronologia completa delle presenze e delle reti in nazionale ― Cina | Cronologia completa delle presenze e delle reti in nazionale ― Cina | Cronologia completa delle presenze e delle reti in nazionale ― Cina | Cronologia completa delle presenze e delle reti in nazionale ― Cina | Cronologia completa delle presenze e delle reti in nazionale ― Cina | Cronologia completa delle presenze e delle reti in nazionale ― Cina | Cronologia completa delle presenze e delle reti in nazionale ― Cina |
| Data                                                                | Città                                                               | In casa                                                             | Risultato                                                           | Ospiti                                                              | Competizione                                                        | Reti                                                                | Note                                                                |
| ------------------------------------------------------------------- | ------------------------------------------------------------------- | ------------------------------------------------------------------- | ------------------------------------------------------------------- | ------------------------------------------------------------------- | ------------------------------------------------------------------- | ------------------------------------------------------------------- | ------------------------------------------------------------------- |
| 30-05-2021                                                          | Suzhou                                                              | Guam                                                                | 0 – 7                                                               | Cina                                                                | Qual. Mondiali 2022                                                 | -                                                                   | 74’                                                                 |
| 07-06-2021                                                          | Sharja                                                              | Cina                                                                | 2 – 0                                                               | Filippine                                                           | Qual. Mondiali 2022                                                 | -                                                                   | 84’                                                                 |
| 15-06-2021                                                          | Sharjah                                                             | Cina                                                                | 3 – 1                                                               | Siria                                                               | Qual. Mondiali 2022                                                 | -                                                                   |                                                                     |
| Totale                                                              |                                                                     | Presenze                                                            | 3                                                                   |                                                                     | Reti                                                                | 0                                                                   |                                                                     |